# Flex-Able Leftovers
Flex-Able Leftovers limitirano je EP izdanje američkog kompozera i gitariste Steve Vaia. Originalni album sniman je 1982. – 1984., i izlazi godine 1984. Sony Records godine 1998. izdaje reizdanje s pet bunus pjesama koje nisu bile obuhvaćene u originalnom izdanju.

## Popis pjesama
1. "#?@! Yourself" – 8:27
2. "So Happy" – 2:43
3. "Bledsoe Bluvd" – 4:22
4. "Natural Born Boy" – 3:34
5. "Details At 10" – 5:58
6. "Massacre" – 3:25
7. "Burnin' Down The Mountain" – 4:22
8. "Little Pieces Of Seaweed" – 5:12
9. "San Sebastian" (CD reizdanje bonus pjesma) – 1:08
10. "The Beast Of Love" (CD reizdanje bonus pjesma) – 3:30
11. "You Didn't Break It" (CD reizdanje bonus pjesma) – 4:19
12. "The X-Equilibrium Dance" (CD reizdanje bonus pjesma) – 5:10
13. "Chronic Insomnia" (CD reizdanje bonus pjesma) – 2:00

## Doprinos osoba na albumu

### Glazbenici
- Steve Vai – vokal, akustika, električna gitara ,gitara, Sintisajzer, električni piano, bas-gitara, pozadinski glasovi
- Tommy Mars – vokal, violina, Sintisajzer
- Stu Hamm – vokal, bass gitara
- Bob Harris – pozadinski glasovi
- Joe Kearney – pozadinski glasovi
- Larry Crane – ksilofon, lira,
- Robin DiMaggio – bubnjevi
- Chris Frazier – bubnjevi
- Deen Castronovo – bubnjevi
- Pete Zeldman – udaraljke
- Suzannah Harris – pozadinski glasovi

### Tehnički doprinos
- Eddy Schreyer - mastering
- Lill Vai – zvučni efekti
- Joe Despagni – zvučni efekti